# Lesznowola (przystanek kolejowy)
Lesznowola – dawny przystanek osobowy kolejki wąskotorowej w Zakrzewskiej Woli, w gminie Grójec, w województwie mazowieckim, w Polsce. Nazwa przystanku pochodzi od sąsiedniej wsi Lesznowoli.
Przystanek kolejowy oddano do użytku 10 kwietnia 1914 wraz z odcinkiem linii wąskotorowej pomiędzy Gołkowem a Grójcem. W obrębie przystanku znajdowały się niezachowane budynek dworcowy, mijanka oraz ładownia czynna do 1978 roku. Do 1 lipca 1991 przystanek obsługiwał rozkładowy ruch pasażerski.